# Olipudase alfa
Olipudase alfa ist ein Arzneistoff zur Behandlung der Folgen von Säure-Sphingomyelinase-Mangel (Acid Sphingomyelinase Deficiency, ASMD; Niemann-Pick-Krankheit). Dieser Mangel an einem körpereigenen Enzym wird durch eine seltene genetische Störung (Erbkrankheit) verursacht. Die Krankheit ist fortschreitend und lebensbedrohlich.
Olipudase alfa ist eine biotechnologisch hergestellte menschliche saure Sphingomyelinase, deren Verabreichung den krankhaften Enzymmangel ausgleicht. Das Arzneimittel wird intravenös infundiert. Unter dem Namen Xenpozyme (Genzyme/Sanofi) wurde es im März 2022 in Japan zugelassen und in der EU im Mai 2022 zur Zulassung empfohlen.

## Hintergrund
Der früher als Niemann-Pick-Krankheit Typ A (NPD A) / Typ B (NPD B) bezeichnete Säure-Sphingomyelinase-Mangel (ASMD) ist eine autosomal-rezessiv vererbte lysosomale Speicherkrankheit. Durch den gestörten Abbau von Sphingomyelin kommt es zu dessen fortschreitender Ansammlung in den Lysosomen. Dies wirkt sich auf die normale Funktion von Geweben und Organen aus. ASMD ist fortschreitend, schwächt den Erkrankten stark und ist zudem lebensbedrohlich, da die Sphingomyelinansammlung Hirnschäden und Schwellungen von Organen wie der Leber und der Milz (Hepatosplenomegalie) verursachen kann. Mit Stand Mai 2022 gab es in der EU keine zugelassenen Arzneimittel, die die Krankheit beeinflussen oder ihr Fortschreiten verlangsamen. Die Patienten erhalten nur palliative und unterstützende Pflege, um die Symptome zu lindern. Infolgedessen sind Morbidität und Mortalität hoch, insbesondere bei Kindern. Die häufigsten Todesursachen sind Atemwegserkrankungen (interstitielle Lungenerkrankung), Leberprobleme und Komplikationen aufgrund der übermäßigen Größe von Organen. Kinder mit ASMD vom Typ A sterben in der Regel vor ihrem dritten Geburtstag. Die mediane Lebenserwartung für Patienten vom Typ B beträgt 17 Jahre.

## Therapeutische Verwendung
Olipudase alfa ist angezeigt zur Behandlung von Manifestationen des Säure-Sphingomyelinase-Mangels (ASMD) Typ A/B oder Typ B außerhalb des zentralen Nervensystems bei Kindern und Erwachsenen jeden Alters. Es handelt sich um eine Enzymersatztherapie, durch die das unzureichend vorhandene oder defekte Enzym „saure Sphingomyelinase“ (ASM) ersetzt wird und in der Folge die Sphingomyelinansammlung in den Zellen reduziert und einige Symptome der Krankheit gelindert werden sollen. Das höchste Potenzial für einen klinischen Nutzen wird bei Patienten mit chronischen viszeralen Formen der ASMD (Typ B) erwartet.

### Klinische Prüfung
Der Ausschuss für Humanarzneimittel (CHMP) der EMA stützte seine Empfehlung für die Zulassung auf die Ergebnisse aus drei klinischen Studien bei Patienten mit ASMD. Die erste war eine randomisierte, placebokontrollierte Studie an 36 erwachsenen Patienten mit ASMD Typ B und Typ A/B. Die zweite war eine einarmige Studie an 20 Patienten (4 Jugendliche, 9 Kinder, 7 Säuglinge/Kleinkinder) zur Unterstützung der pädiatrischen Indikation mit Schwerpunkt auf Sicherheit, Pharmakokinetik und Wirksamkeit. Beide Studien zeigten eine Verbesserung der Lungenfunktion und eine Verringerung des Milz- und Lebervolumens, was auf einen relevanten klinischen Nutzen hindeutet. Eine weitere Langzeit-Follow-up-Studie läuft noch, um die Sicherheit und das Fortbestehen der Wirksamkeit über eine längere Behandlungsdauer zu untersuchen. Insgesamt wurden 67 ASMD-Patienten (47 Erwachsene, 20 pädiatrische Patienten) in das klinische Programm aufgenommen.

### Unerwünschte Wirkungen
Die in den klinischen Studien aufgetretenen Nebenwirkungen von Olipudase alfa waren im Allgemeinen leicht bis mittelschwer. Die meisten waren mit Infektionen, infusionsbedingten Reaktionen oder Magen-Darm-Beschwerden verbunden.

## Herstellung
Olipudase alfa wird in einer Zelllinie aus Ovarialzellen des chinesischen Hamsters (CHO-Zellen) durch rekombinante DNA-Technologie hergestellt.

## Zulassung
Das Arzneimittel wurde unter dem Namen Xenpozyme im März 2022 in Japan zugelassen. In der EU  wurde Xenpozyme im Mai 2022 zur Zulassung empfohlen, nachdem das Arzneimittel durch das PRIority MEdicines (PRIME)-Programm der EMA unterstützt worden war. PRIME fördert Arzneimittel, die einen ungedeckten medizinischen Bedarf adressieren. Der CHMP prüfte den Zulassungsantrag im Rahmen eines beschleunigten Bewertungsverfahrens.